# 스콜렘 표준형
수리논리학에서 스콜렘 표준형(Skolem normal form)은 보편 양화사만으로 이루어진 프리넥스 표준형 1차 논리식을 가리킨다.
모든 1차 논리식들은 스콜렘화(Skolemization)라는 과정을 통해 그 충족가능성(satisfiability)을 변화시키지 않은 채 스콜렘 표준형으로 변환될 수 있다. 여기서 결과의 논리식이 반드시 원래의 식과 동치인 것은 아니나, 서로 모델론적으로는 일치한다: 곧, 어느 한 쪽이 충족가능하다는 것과 다른 쪽이 충족가능하다는 것이 동치이다. 스콜렘화는 논리적 진술로부터 존재 양화사를 모두 제거해나가는 방식으로 이루어진다.

## 개요
우선 보편양화사의 범위에 들어가있지 않은 존재양화된 변수들을 새로운 상항을 도입함으로써 치환하는 것은 간단하게 생각할 수 있다. 예컨대 {\displaystyle \exists xP(x)}를 {\displaystyle P(c)}로 치환하며, 여기서 c는 나타난적 없는 새로운 상수여야 한다.
더 일반화하여 모든 존재양화된 변수들을 제거한다. y를 새로운 항 {\displaystyle f(x_{1},...,x_{n})}로 치환할 수 있으며 여기서 f는 새로운 함수기호이다. 식이 프리넥스 표준형이므로 {\displaystyle x_{1},...,x_{n}}를 양화하는 보편양화사들 뒤에 y를 양화하는 양화사가 온다. (귀납법적으로) {\displaystyle x_{1},...,x_{n}} 등은 모두 보편양화되어 있다고 가정하면 이와 같이 y를 양화하는 존재양화사를 제거하고, 이러한 과정을 반복할 수 있다. 이때 이러한 함수 f를 스콜렘 함수라 한다.
2차 논리의 시점에서 보면 스콜렘화는 그러한 y의 존재와 적절한 함수 f의 존재가 동치인 것으로부터 성립하는 원리이다. 곧 {\displaystyle \forall x\exists y.R(x,y)}와 {\displaystyle \exists f\forall x.R(x,f(x))}의 동치를 이른다. 혹은 메타적 시점에서 모델의 존재와의 동치성으로도 볼 수 있다. 그러나 1차 논리에서 이는 모델론적 수단을 통해 간접적으로 이루어지며 따라서 충족가능성은 보존되나 동치성은 보장되지 않는다.

## 역사
노르웨이의 수학자 토랄프 스콜렘의 이름을 따온 것이다.
한편 스콜렘화의 쌍대로서, 자크 에르브랑의 에르브랑화(Herbrandization)가 있는데 이는 충족가능성은 보존하지 않으나 타당성은 보존한다.

## 같이 보기
- 프리넥스 표준형
- 양화사
- 자동 정리 증명